# ماليكا شيرويت
ماليكا شيرويت (بالهندية:भारत गणराज्य)، (المولودة في 24 أكتوبر 1976 في كارنال، هاريانا، الهند) هي ممثلة وعارضة أزياء هندية. اشتهرت بانفتاحها العام، كما تُعرف عادة في الأفلام الهندى بأنها رمز الجنس.

## بداية حياتها
اسمها الحقيقى هو ريما لامبا؛ تقول انها اتخذت اسم الشهرة «ماليكا»، بمعنى «الامبراطورة» لتفادي الخلط بينها وبين الممثلات الاخريات باسم ريما. «شيرويت» هو اسم أمها قبل الزواج. وقد ذكرت أنها تستخدم اسم أمها قبل الزواج من أجل كل الدعم الذي أمدتها به. وقد التحقت بمدرسة دلهي العامة، طريق ماتورا. كما أنها حصلت على شهادة في الفلسفة الهندية من ميراندا هاوس، جامعة دلهي.

## حياته المهنية
وأول ظهور لماليكا على الشاشة كان في لاك تونو، فيديو موسيقى لسورجيت بيندراخاى. ‏ وقد جذبت انظار جمهور عريض بظهورها في فيلم كواهيش، 2003. ‏ في عام 2004، لمعت كنجمة في الجريمة، وهو فيلم مستوحى من خائنين  هوليوود. وقد تم ترشيحها لجائزة أفضل ممثلة في حفل زي سينما أوورد لادائها في فيلم الجريمة. وقد استمر الفيلم ليصبح واحدا من أكبر النجاحات في هذا العام.
ومنذ ذلك الحين، عُرفت شيرويت بشجاعتها في التعبير عن ارائها علنا، وأيضا بسبب رد الفعل تجاه بعض تصريحاتها.
كما تطايرت أنباء عنها عندما فازت بدور صغير في فيلم جاكي شان، الأسطورة، وقد ظهرت ظهورا ترويجيا واسعا في مهرجان كان السينمائي للإعلان عن الأسطورة.
وعلى الرغم من أدائها في فيلم آثار بيار كى 2006 الجانبية 2006 ومشاركتها البطولة مع راهول بوس قد حاز على اعجاب ومديح صناع السينما. كما حصل الفيلم على ايرادات لائقة في شباك التذاكر محققا نجاحا متوسطا.
وقد لعبت دورا صغيرا في دسافاتارام (فيلم) بعد فيلم «تاميل».
وأول إصدار لها في 2007 هيميش ريشماياز آب كا سرور -- قصة الحب الحقيقية ، حيث لعبت «دور فتاة لعوب». وقد احتجت ماليكا بنفسها، قائلة انه دورا سلبيا وليس دور لعوب.
وبفيلمآب كا سرور أصبحت أغلى «فتاة لعوب»، حيث فرضت عليها مجموعة ضرائب. 1,5 روبية  بالنسبة لأجرها في الفيلم. وقد حقق آب كا سرور  ايرادات عالية في شباك التذاكر. كما حقق عملها الأخير «مرحبا» في 2007 ايرادات عالية ليكون أكثر الافلام رواجا.
وأعمالها في 2008 هي «أجلى أور باجلى»، مان جاى موجال أعظم.وعلى الرغم من أنها نالت ثناء ومديح لآدائها، فإن كلا الفيلمين لم يحققا نجاحا في شباك التذاكر.
وهي الآن تقوم بتمثيل فيلم بهوليوود اسمه هيس يقوم ببطولته ارفان خان إخراج جينيفر لينش.والفيلم الآن في مرحلة ما بعد الإنتاج. وماليكا الآن مقيمة في لوس انجلوس. وهي الآن تتهيأ لتأشيرة عمل زكّاها جاكى شان0} وهي أيضا مشهورة على تويتر باسم ماليكالا
وقد تلقت ماليكا المواطنة الفخرية في لوس انجلوس يوم 14 أغسطس 2009.
وقد تم التصويت لشيرويت على النحو آسيا كواحدة من أجمل 100 شخص، من مقر مجلة الأزياء والجمال بهونج كونج الغلاف. 

## قائمة أفلامها
| العام              | الفيلم                      | الدور            | ملاحظات                    |
| ------------------ | --------------------------- | ---------------- | -------------------------- |
| 2002               | جينا سرف ميرى لييه          | سونيا (ظهور خاص) | كما اعتمدت كريما لامبا     |
| 2003               | كواهيش                      | ليخا خورزوفيكار  |                            |
| وفي نفس العام أيضاً | كيس كيس كي كيزمات           | مينا مادهوك      |                            |
| وفي نفس العام أيضاً | الجريمة                     | سيمران سايغال    |                            |
| وأخيرا في عام 2005 | باتشكى ريهانا رى بابا       | بادميني          |                            |
| وأخيرا في عام 2005 | الأسطورة                    | الأميرة الهندية  | الفيلم الصيني              |
| 2006.              | بيار كه الآثار الجانبية     | تريشا            |                            |
| 2006.              | شادى سى بيهلى.              | سانيا            |                            |
| 2006.              | دارنا زارورى هاي            |                  |                            |
| 2007               | قناة جورو                   | جومبا—وراقصة     | رقم بند مايا مايا ظهور خاص |
| 2007               | بريتي ايكي بهومى ميلايد     |                  | البند رقم فيلم الكانادا    |
| 2007               | آب كا سرور -- قصة حب حقيقية | روبي             | ظهور خاص                   |
| 2007               | فوج مين موج                 | سنيهيرى دهاندا   | تأجيل                      |
| 2007               | مرحبا                       | اشيكا            |                            |
| 2008.              | داسافاثرام                  | الياسمين         | فيلم تاميلي                |
| 2008.              | آجلى اور باجلى              | كوهو             | صدر                        |
| 2008.              | مان جاي مجولى اعظم          | شابنام           | صدر                        |
| 2009               | هس                          |                  | مرحلة ما بعد الإنتاج       |

## روابط خارجية
- ماليكا شيرويت على موقع IMDb (الإنجليزية)
- ماليكا شيرويت على موقع ميتاكريتيك (الإنجليزية)
- ماليكا شيرويت على موقع ألو سيني (الفرنسية)
- ماليكا شيرويت على موقع ميوزك برينز (الإنجليزية)
- ماليكا شيرويت على موقع إن إن دي بي (الإنجليزية)
- ماليكا شيرويت على موقع قاعدة بيانات الفيلم (الإنجليزية)
- ماليكا شيرويت على موقع كينوبويسك (الروسية)